# 조지 갤럽
조지 호레스 갤럽(영어: George Horace Gallup, 1901년 11월 18일~1984년 7월 26일)은 미국의 통계학자로 갤럽 여론조사로 유명하다.

## 생애

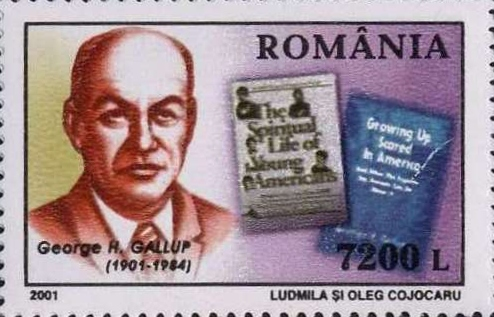
갤럽이 그려진 2001년 루마니아 우표

갤럽은 1901년 11월 18일에 미국 아이오와주 제퍼슨에서 우유 제조업을 하던 조지 헨리 갤럽에게서 태어났다. 그는 청소년 시절 우유 배달부를 하면서 받은 돈으로 고등학교에서 신문 발행을 하기 시작하는데, 높은 성적으로 아이오와 대학교를 졸업한 후 지역 신문이었던 데일리 아이오완에서 편집자로 일하게 된다. 이후 컬럼비아 대학교에서 신문학 및 광고학 교수를 역임하다가 1935년 미국 여론 연구소를 세우게 된다.
이후 갤럽은 1936년 미국 대통령 선거에서 처음으로 대선 여론조사를 시작하였다. 당시 여론조사 전문 기관은 잡지사 리터러리 다이제스트에서 하였는데 이곳에서는 앨프 랜던이 현직 대통령이었던 프랭클린 D. 루스벨트를 앞선다고 발표하였다. 그러나 갤럽은 이를 부정하며 루스벨트가 린든을 크게 앞선다고 발표하게 되었다. 실제 개표 결과 루스벨트는 린든을 20%차로 크게 이기게 되어 리터러리 다이제스트는 폐간되며 갤럽은 이후 계속 대선 여론조사를 맡게 되었다.
한편 1948년 미국 대통령 선거에서 갤럽은 토머스 E. 듀이와 해리 S. 트루먼의 대결에서 듀이가 트루먼을 이긴다고 발표하였으나 실제 개표 결과 트루먼이 듀이를 이기게 되면서 갤럽은 지금까지 자신이 범했던 오류를 바로 잡고 이후 더 나은 여론 조사를 위하기 시작하였다.
갤럽은 1958년, 연구소를 갤럽 오가니세이션으로 확장시키고 1984년 7월 26일에 자신의 여름 별장이었던 스위스 츄쉰겔에서 갑작스런 심장 마비로 사망하게 되었다.

## 참고
- Cantril, Hadley. Gauging Public Opinion (1944)
- Cantril, Hadley and Mildred Strunk, eds. Public Opinion, 1935-1946 (1951) 보관됨 2012-07-28 - 웨이백 머신, massive compilation of many public opinion polls from US, UK, Canada, Australia, and elsewhere.
- Converse, Jean M. Survey Research in the United States: Roots and Emergence 1890-1960 (1987), the standard history
- Doktorov, Boris Z. "George Gallup: Biography and Destiny." Moscow: (2011)
- Gallup, George. Public Opinion in a Democracy (1939)
- Gallup, Alec M. ed. The Gallup Poll Cumulative Index: Public Opinion, 1935-1997 (1999) lists 10,000+ questions, but no results
- Gallup, George Horace, ed. The Gallup Poll; Public Opinion, 1935-1971 3 vol (1972) summarizes results of each poll.
- Hawbaker, Becky Wilson. "Taking 'the Pulse of Democracy': George Gallup, Iowa, and the Origin of the Gallup Poll." The Palimpsest 74(3) 98-118. Description of Gallup's Iowa years and their impact on his development.
- Lavrakas, Paul J. et al. eds. Presidential Polls and the News Media (1995) 보관됨 2012-07-28 - 웨이백 머신
- Moore, David W. The Superpollsters: How They Measure and Manipulate Public Opinion in America (1995) 보관됨 2012-07-28 - 웨이백 머신
- Ohmer, Susan (2006). 《George Gallup in Hollywood》. Columbia University Press. ISBN 978-0-231-12133-0.
- Rogers, Lindsay. The Pollsters: Public Opinion, Politics, and Democratic Leadership (1949)
- Traugott, Michael W. The Voter's Guide to Election Polls 보관됨 2012-07-28 - 웨이백 머신 3rd ed. (2004)
- Young, Michael L. Dictionary of Polling: The Language of Contemporary Opinion Research (1992) 보관됨 2012-07-28 - 웨이백 머신

## 같이 보기
- 1936년 미국 대통령 선거
- 1948년 미국 대통령 선거
- 갤럽 (기업)